# 重慶國金中心
重庆国金中心，也称为重庆IFS，当地简称国金或国金中心，是九龙仓集团与中海地产在中华人民共和国重庆市的江北嘴中央商务区建设的一个城市综合体。

## 历史
重庆国金中心总体量66万平方米，包括5幢甲级写字楼、一个建筑面积11万平方米的购物中心和一幢300米的写字楼与五星级酒店综合大楼，它也是重庆江北嘴中央商务区最大的综合开发项目。其酒店在2017年9月8日开业，购物中心在2017年9月15日开业。